# IC 764
IC 764 је спирална галаксија у сазвјежђу Хидра која се налази на листи објеката дубоког неба у Индекс каталогу.
Деклинација објекта је - 29° 44' 13" а ректасцензија 12h 10m 14,0s. Привидна величина (магнитуда) објекта IC 764 износи 12,2 а фотографска магнитуда 12,9. Налази се на удаљености од 28,629 милиона парсека од Сунца. IC 764 је још познат и под ознакама ESO 441-13, MCG -5-29-25, UGCA 273, AM 1207-292, IRAS 12076-2927, PGC 38711.